# آرسن کوستانتنوپوله‌تسی
آرسن کوستانتنوپولتسی (ارمنی: Արսեն Դպիր Կոստանդնուպոլսեցի؛ انگلیسی: Arsen Dpir Kostandnupolsetsi زادهٔ ح سده ۱۸ میلادی - درگذشته ح.	سده ۱۸ میلادی) چهره فرهنگی، فرهنگ‌نویس اهل ارمنستان بود.

## زندگی‌نامه
وی در سده ۱۸ام میلادی در کنستانتینوپل به دنیا آمد 

## آثار
- Girk sahmanats yognaddimi irołuteants (Constantinople 1749)